# 科隆-亚琛大区
科隆-亚琛大区（德語：Gau Köln-Aachen）是1933年至1945年納粹德國在原普魯士萊茵省中北部的一個行政區劃。在此之前，從1931年到1933年，科隆-亚琛大区是納粹黨在該地的地區分部。